# Manfred Weber
Manfred Weber (Niederhatzkofen in Rottenburg an der Laaber, 14 juli 1972) is een Duits politicus van christendemocratische signatuur. Hij is lid van de Beierse Christlich-Soziale Union (CSU) en de Europese Volkspartij en zetelt sinds 2004 als lid van de EVP-fractie in het Europees Parlement. Sinds 4 juni 2014 is hij fractievoorzitter.

## Biografie
Manfred Weber behaalde zijn graad van Dipl.-Ingenieur (Dipl.) in 1996. Hij startte twee consultancybedrijven op (in 1996 en 1998). Hij is lid van het CSU-bestuur en -bureau sinds 2008 en voorzitter van de beginselcommissie van de CSU sinds 2009. Hij was een parlementslid in het deelstaatparlement Beieren van 2002 tot 2004.

#### Europees Parlement
In 2004 werd hij voor de Beierse CSU verkozen tot lid van het Europees Parlement. Weber werd lid van de Commissie Burgerlijke Vrijheden, Justitie en Binnenlandse Zaken (LIBE) en de Delegatie voor de betrekkingen met India en plaatsvervangend lid van de Commissie Regionale Ontwikkeling (REGI) en de Delegatie in de Gemengde Parlementaire Commissie EU-Turkije.
Vanaf 2009 was hij ondervoorzitter van de Fractie van de Europese Volkspartij (Christen-Democraten), totdat hij in 2014 tot fractievoorzitter werd verkozen. In die hoedanigheid werd hij lid van de Conferentie van Presidenten, waarin de voorzitters van de politieke groepen zitting hebben. In november 2016 werd hij voor nog eens 2,5 jaar herkozen, tot het einde van de huidige mandaat van het Europees Parlement in 2019.

##### Lidmaatschappen commissies
Lid
| Periode    | Commissie                                                              |
| ---------- | ---------------------------------------------------------------------- |
| 2004-2012  | Commissie Burgerlijke Vrijheden, Justitie en Binnenlandse Zaken (LIBE) |
| 2012-2014  | Commissie Constitutionele Zaken (AFCO)                                 |
| 2014-heden | Conferentie van Voorzitters                                            |

Plaatsvervangend lid
| Periode   | Commissie |
| --------- | --- |
| 2004-2014 | Commissie Regionale Ontwikkeling (REGI)                                                                                                  |
| 2006-2007 | Tijdelijke Commissie verondersteld gebruik door de CIA van Europese landen voor het vervoer en illegaal vasthouden van gevangenen (TDIP) |
| 2009-2014 | Subcommissie mensenrechten (DROI) |
| 2012-2014 | Commissie Burgerlijke Vrijheden, Justitie en Binnenlandse Zaken (LIBE)                                                                   |
| 2014-2016 | Commissie Consittutionele Zaken (AFCO)                                                                                                   |

- Gemeinsame Normdatei: 1115122568
- Nationale Bibliotheek van Letland: 000287741
- Nationale Bibliotheek van Tsjechië: xx0324728
- Nationale Bibliotheek van Polen: a0000003221967
- Virtual International Authority File: 397144783031459086600
- WorldCat: E39PBJvCMfddYbTRFjvY6vw3cP